# Ikki Sawamura
Ikki Sawamura (沢村 一樹?, Sawamura Ikki; Kagoshima, 10 luglio 1967) è un attore, modello e cantante giapponese.
Inizia la sua carriera a metà degli anni '90, partecipando con ruoli sempre più rilevanti a pellicole cinematografiche e dorama affiancando giovani attori idol maschili. È anche presentatore televisivo in vari spettacoli. Sposato, ha tre figli.

## Filmografia

### Televisione
- Doctors ~ Saikyo no Meii 2 (TV Asahi, 2013)
- DOCTORS Saikyou no Meii SP (TV Asahi, 2013)
- Ghost Mama Sousasen (NTV, 2012)
- Risō no musuko (NTV, 2012)
- DOCTORS Saikyou no Meii (TV Asahi, 2011)
- Yuusha Yoshihiko to Maou no Shiro (TV Tokyo, 2011)
- The Music Show (NTV, 2011)
- Deka Wanko (NTV, 2011)
- Hammer Session! (TBS, 2010, ep7)
- Natsu no koi wa nijiiro ni kagayaku - Kusunoki Daiki (Fuji TV, 2010)
- Keishicho Shissonin Sosaka (TV Asahi, 2010)
- Hataraku Gon! (NTV, 2009)
- Meitantei: Asami Mitsuhiko (TBS, 2009)
- Kaette Kosaserareta 33pun Tantei (Fuji TV, 2009)
- Kiina (NTV, 2009)
- Scandal (TBS, 2008)
- 6-jikan Ato ni Kimi ga Shinu (WOWOW, 2008)
- Maison Ikkoku 2 (TV Asahi, 2008)
- Konno-san to Asobo (WOWOW, 2008, narrator)
- Atsu-hime (NHK, 2008)
- Hataraki Man (NTV, 2007)
- Ikiru (film) (TV Asahi, 2007)
- Jigoku no Sata mo Yome Shidai (TBS, 2007)
- Maison Ikkoku (live drama) 1 (TV Asahi, 2007)
- Serendip no Kiseki Out Post Tavern (NTV, 2007)
- Ri Kouran (TV Tokyo, 2007)
- Konshu Tsuma ga Uwaki Shimasu (Fuji TV, 2007)
- Hanayome wa Yakudoshi (TBS, 2006, ep1&3)
- CA to Oyobi (NTV, 2006)
- Teru Teru Ashita (TV Asahi, 2006, ep7)
- Bengoshi no Kuzu (TBS, 2006, ep6)
- Machiben (NHK, 2006)
- Tokumei! Keiji Don Game (TBS, 2006)
- Gachi Baka - Takeda Eiji (TBS, 2006)
- Hotaru no Haka (NTV, 2005)
- Nyokei Kazoku (TBS, 2005)
- Ame to Yume no Ato ni (TV Asahi, 2005)
- Kunitori Monogatari (TV Tokyo, 2005)
- Nebaru Onna (NHK, 2004)
- Chushingura - Asano Takuminokami (TV Asahi, 2004)
- Aatantei Jimusho (TV Asahi, 2004, ep6)
- Orange Days (TBS, 2004, ep9-)
- Wonderful Life (Fuji TV, 2004, ep5&8)
- Reikan Bus Guide Jikenbo (TV Asahi, 2004, ep1)
- Sky High 2 (TV Asahi, 2004, ep8&9)
- Shiroi Kyoto (Fuji TV, 2003)
- Nikoniko Nikki (NHK, 2003)
- OL Zenido (TV Asahi, 2003)
- Okaasan to Issho (Fuji TV, 2003, ep7-)
- Shomuni Forever (Fuji TV, 2003)
- Omiai Hourouki (NHK, 2002)
- Toshiie and Matsu (NHK, 2002)
- Shomuni 3 (Fuji TV, 2002)
- Gokusen (NTV, 2002)
- Hito ni Yasashiku - Kobayashi Naoki (Fuji TV, 2002, ep7)
- Handoku (TBS, 2001)
- Dekichatta Kekkon (Fuji TV, 2001)
- Shin Omizu no Hanamichi (Fuji TV, 2001, guest)
- Yonimo Kimyona Monogatari Shinzo no Omoide (Fuji TV, 2001)
- Yonimo Kimyona Monogatari Satoru no Bakemono (Fuji TV, 2000)
- Tadaima Manshitsu (TV Asahi, 2000)
- Shomuni 2 (Fuji TV, 2000)
- Cheap Love (TBS, 1999)
- Shoshimin Keen (Fuji TV, 1999)
- Shumatsukon (TBS, 1999)
- Kyumei Byoto 24 Ji (Fuji TV, 1999)
- Happy Mania (guest) (Fuji TV, 1998)
- Seizetsu! Yome Shuuto Senso Rasetsu no Ie (TV Asahi, 1998)
- Kurenai (NTV, 1998)
- Days (Fuji TV, 1997, guest)
- Narita Rikon (Fuji TV, 1997)
- Risou no Joushi (TBS, 1997)
- Kanojo Tachi no Kekkon (Fuji TV, 1997)
- Zoku Hoshi no Kinka (NTV, 1996)
- Uchi no musume wa, kareshi ga dekinai!! (2021)

### Cinema
- Ashita e no Tooka Kan (2013) - Nobutsugu Matsuda
- Kochira Katsushika-ku Kamearikoenmae Hashutsujo: The Movie (2011)
- Gekijoban Salaryman NEO (2011) - Ken Kawakami
- 2010: 13 assassini
- 2009: Gokusen - Il film
- 2009: Kafuu wo Machiwabite / Waiting for Good News
- 2006: Tsubakiyama Kacho no Nanoka-kan
- 2006: 7 Gatsu 24 Nichi Toori no Christmas 7月24日通りのクリスマス
- 1997: Koi wa Maiori ta

### Doppiaggio
- 2018: Ryu ga Gotoku Online (videogioco): Hiroaki Arai
- 2010: Yakuza 4 (videogioco): Hiroaki Arai
- 2004: Steamboy (film animato): David
- 2003: Human Crossing (serie animata): Kenichi Someya, Yohei Nozaki

## Doppiatori italiani
Nelle versioni in italiano dei suoi film Ikki Sawamura è stato doppiato da:
- Vittorio Guerrieri in 13 assassini

Da doppiatore è sostituito da:
- Roberto Chevalier in Steamboy